# Mnemosyne musca
Mnemosyne musca är en insektsart som först beskrevs av Gustav Breddin 1905.  Mnemosyne musca ingår i släktet Mnemosyne och familjen kilstritar. Inga underarter finns listade i Catalogue of Life.